# Witbrauwsoldatenspreeuw
De witbrauwsoldatenspreeuw (Leistes superciliaris synoniem: Sturnella superciliaris) is een zangvogel uit de familie Icteridae (troepialen).

## Verspreiding en leefgebied
Deze soort komt voor van uiterst zuidoostelijk Peru tot Paraguay, Uruguay, noordelijk Argentinië en Brazilië.